# Desierto de Błędów

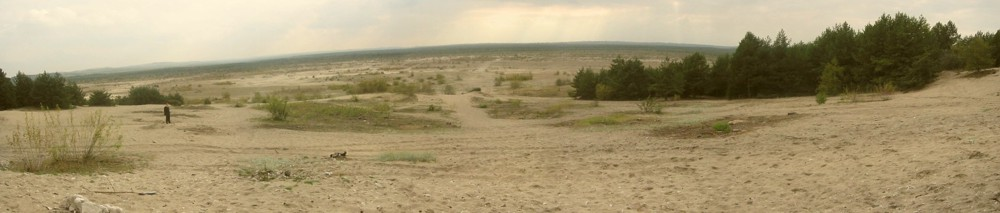
Desierto de Błędów.

El desierto de Błędów (en polaco: Pustynia Błędowska) es una zona de arenas localizada entre Błędów (parte de Dąbrowa Górnicza, en la Unión Metropolitana de la Alta Silesia) y los pueblos de Klucze y Chechlo de Polonia. La zona se encuentra principalmente en las tierras altas de Silesia. Las Arenas Bledowska son las más grandes de Europa Central. El desierto tiene menos de 10 km de largo y 4 km de ancho, y una de área 32 km². .

## Historia
La acumulación de arena suelta alejada de las zonas marítimas, fue depositada hace miles de años por un glaciar que se derrite. Durante la edad de hielo, se aplicaron sucesivas glaciaciones en el valle desértico, sucesivas porciones de arena y grava. Durante mucho tiempo estas vastas áreas estuvieron expuestas a los vientos y al agua, lo que no fue propicio para el crecimiento de la vegetación. 
Cuando pasó la edad de hielo, apareció un denso bosque, que solo en el siglo XIII comenzó a ser explotado intensamente. Las minas de plata y plomo en el área de Olkusz requerían mucha madera para reforzar los pozos de la mina. La tala intensiva de árboles y la captación de agua subterránea en áreas donde la grava y la arena son el sustrato condujeron a la creación de un desierto antropogénico. 
El aspecto de un paisaje del desierto se ha creado desde la Edad Media, como un efecto accidental de la minería (zinc, plata, carbón), pero la estructura geológica específica ha sido de gran importancia -el espesor promedio de la capa de arena es de aproximadamente 40 metros (máximo 70 metros), lo que hizo el ayuno y el drenaje profundo muy fácil. En los años recientes las arenas han empezado a disminuir. El fenómeno de los espejismos se da allí.

### Los primeros años delsigloXX
Durante la Segunda Guerra Mundial la zona fue utilizada por el Afrika Korps alemán para la formación y el equipo de prueba antes de la implementación en África. Actualmente, solo la parte norte del desierto sirve como campo de entrenamiento militar, donde a menudo se puede encontrar tropas de paracaidistas.

### Años 50 y 70 delsigloXX- crecimiento del desierto
En la década de 1950, parte del desierto fue arado y plantado con sauces y pinos. En combinación con los polvos industriales del Distrito Industrial de Alta Silesia y el actual aumento del nivel del agua observado, esto resultó en una disminución significativa en el área de las arenas descubiertas. La parte sur del desierto está casi completamente cubierta de vegetación (con la excepción de los bordes orientales), pero la parte norte, cerca de Chechło, sigue siendo una zona muy expuesta.
Hasta los años 70 una planta endémica creció en la zona desértica - la warzucha polaca (Cochlearia polonica), que no se da en ningún otro lugar de Polonia. Crece en la sección de manantiales del río Biała Przemsza, ya que requiere agua de manantial, fría y limpia y sustrato arenoso.